# Казаков, Фарид Камильевич
Фарид Камильевич Казаков (азерб. Fərid Kazakov; род. 24 декабря 1997, Баку) — азербайджанский и российский хореограф-постановщик, танцор, артист балета, дважды лауреат национальной премии Азербайджана (2019—2020), дважды обладатель звания «Solo Star Russia» (2019—2020), выпускник Бакинской академии хореографии.
Бабушка Фарида  отвела его на просмотр в Бакинскую школу гимнастики, где комиссия вынесла вердикт, что не может принять мальчика из-за отсутствия природных данных, необходимых для занятий.
По советам тренеров родители отдали Фарида в тогдашнее Бакинское хореографическое училище (ныне Бакинскую Академию хореографии). На вступительных экзаменах его талант отметила художественный руководитель хореографического училища азербайджанского театра оперы и балета им. Ахундова народная артистка Азербайджанской ССР, лауреат Государственной премии СССР, кавалер ордена «Слава» Тамилла Ширалиева. Заинтересовавшись в мальчике, она берёт его в свой класс и впоследствии ставит на него «Русский танец» из балета «Лебединое озеро», с которым он 2 года подряд становится лауреатом 1 степени Международного конкурса артистов балета в Москве в 2013—2014 гг.

## Награды и премии
- Лауреат 1 степени Международного конкурса артистов балета в Москве (2013—2014 гг.)
- После своего успешного дебюта в Москве начался взлёт танцевальной карьеры Фарида Казакова.
- В 2013 году Азербайджанской Ассоциацией танца Фариду Казакову было присуждено Гран-при Чемпионата города Баку в танцевальной номинации «модерн» за лучшее сольное исполнение.
- Чемпион Азербайджана в номинации «модерн» за лучшее сольное исполнение (2013 г.)
- Чемпион Азербайджана в номинации «стилизованный танец» за лучшее сольное исполнение (2013 г.)
- 1 место за лучшее исполнение русского классического танца IX Республиканского смотра-конкурса «Родники Души» Баку (2013 г.)
- Чемпион города Баку в номинации «модерн» за лучшее сольное исполнение (2014 г.)
- Чемпион Азербайджана в номинации «модерн» за лучшее сольное исполнение (2014 г.)
- 1 место за лучшее исполнение русского классического танца X Республиканского фестиваля-конкурса «Родники Души» Баку (2014 г.)
- Чемпион города Баку в номинации «танцевальное шоу» за лучшее сольное исполнение (2015 г.)
- Чемпион Азербайджана в номинации «танцевальное шоу» за лучшее сольное исполнение (2015 г.)
- Чемпион Азербайджана по фристайлу в номинации «модерн» за лучшее сольное исполнение (2015 г.)
- Победитель Международной танцевальной Олимпиады в номинации «модерн» за лучшее сольное исполнение в Тбилиси (2015 г.)
- В 2016 году педагогом Фарида Казакова стала Заслуженная артистка Азербайджана, ведущая солистка Азербайджанского государственного театра оперы и балета им. Ахундова Римма Искендерова. Она поставила на него хореографические композиции, с которыми он становится лауреатом международных балетных конкурсов.
- Лауреат и обладатель специального приза «зрительских симпатий» Международного конкурса артистов балета имени Вахтанга Чабукиани в Тбилиси (2016 г.)[2]
- Лауреат Международного конкурса артистов балета имени Гамэр Алмасзаде в Баку (2016 г.)
- Победитель и обладатель звания «Самого артистичного участника фестиваля» XX Международного конкурса-фестиваля «На творческом Олимпе» в Сочи (2016 г.)
- В 2017 году был приглашён в качестве солиста и хореографа-постановщика в первый в Азербайджане инклюзивный театр «ƏSA», где осуществил свои первые театральные постановки[3][4].
- В том же 2017 году окончил Бакинскую академию хореографии по специальности «артист балета, хореограф». Несмотря на то, что Фарид Казаков учился и представлял Азербайджан на Международной арене, он ещё совмещал практику в театре оперы и балета, а также работал главным тренером школы гимнастики и танца «Zabradance».
- После окончания Академии Фарид Казаков поступил в Московский государственный институт культуры на специальность «педагогика балета».
- В декабре 2017 года был признан одним из лучших танцовщиков Международного фестиваля-конкурса «Итальянские вечера в России» и удостоился главного приза «приглашения в Италию». Был удостоен открыть гала-концерт фестиваля, исполнив хореографию одного из членов жюри, известного итальянского хореографа Джермано Де Росси. К сожалению, Фарид Казаков не смог поехать по приглашению в Италию из-за скорой смерти бабушки.

Вскоре был приглашён на должность главного тренера Международной Академии гимнастики, акробатики и танца «SanSara», где проработал с 2017-2019 г.
- В 2017 выиграл Чемпионат Тулы в номинации «модерн» как лучший сольный исполнитель.
- Фарид Казаков был отобран в делегацию, представляющую Азербайджан на Всемирном фестивале молодёжи и студентов в Сочи, где выступил в качестве артиста на главной сцене фестиваля в Олимпийском парке Сочи с флагом Азербайджана под известную песню Муслима Магомаева «Азербайджан» (2017 г.)
- Организовал в Москве большой сольный концерт своего коллектива в Международной Академии, поставив около 30 номеров.
- В 2018 году прогастролировал по Европе с классическими спектаклями: Лебединое озеро (партия Ротбарта), Спящая красавица (партия Синей птицы), Шурале (партия Шурале), Снежная королева (партия Ворона), Шопениана и др. Вернувшись с гастрольного тура, учредил в Москве свой собственный фестиваль гимнастики и танца имени Фарида Казакова, который впоследствии стал ежегодным.
- 14 февраля 2019 года создал проект «Создай Себя Сам» который представил в Baku Youth Center (Бакинском молодёжном центре), Российском информационно-культурном центре, а также во многих детских домах, домах инвалидов Азербайджана. Премьера проекта состоялась в Центре современного искусства Азербайджана «Yarat». Главной целью проекта было дать возможность всем без исключения начать развивать с нуля все необходимые данные и навыки для хореографии и, как результат, научиться полностью контролировать своё тело, сделав из него главный инструмент красоты[5].
- 14 апреля 2019 года Фарид Казаков выиграл Гран-при Международного конкурса-фестиваля «Кремлёвские звёзды» в Москве за лучшее сольное исполнение[6][7].
- Летом 2019 года состоялось знакомство Фарида Казакова и российской балерины Анастасии Волочковой. Анастасия приехала с творческой встречей в Международную академию гимнастики, где работал Казаков, и, увидев его выступление, пригласила участвовать в свой спектакль «Балерина в зазеркалье цирка».[8]. Творческий союз танцора и балерины продлился недолго. Вскоре Фарид Казаков со скандалом покинул проект, отказавшись участвовать в спектакле. По словам танцора, Анастасия, увидев его возможности и поняв, что он будет ярче и лучше выглядеть в спектакле, попросила режиссёра сместить его на второй план, с чем категорически не согласился Фарид. Специально для своего номера в спектакле Казаков освоил воздушную гимнастику и был готов удивить зрителей своей многогранностью. Этот конфликт получил широкую огласку, чем ещё больше прославил Фарида Казакова.
- После конфликта с Волочковой последовала очередная череда успехов танцора, вновь доказавших его талант и профессионализм.
- Фарид Казаков был удостоен Национальной премии Азербайджана «Azərbaycan Gənclik Ödülləri 2019» как самый "Профессиональный молодой танцор Азербайджана.
- 6 октября 2019 г. Фарид Казаков был признан новым «Solo Star Russia», одержав победу на одном из самых престижных в мире хореографии конкурсов — Всероссийском танцевальном конкурсе персонального мастерства сольных исполнителей «Solo Star Russia 2019».
- В декабре 2019 года Фарид Казаков завоевал Гран-при Международного конкурса-фестиваля «Art Star» в Казани за лучшее сольное исполнение.
- После такого триумфа в качестве исполнителя Фарид Казаков создаёт свою школу в Москве под названием «Олимп Граций», где собирает талантливых детей из Москвы и продолжает творить.
- 21 декабря в рамках ежегодного фестиваля имени Фарида Казакова в Московском доме культуры «Родник» школа гимнастики и танца «Олимп Граций» представила свой первый спектакль «Щелкунчик», поставленный Ф. Казаковым. Спектакль имел аншлаг.

После премьеры Фариду Казакову была присуждена ежегодная премия Азербайджана «Trend of the Year» как самому "Успешному танцору Азербайджана 2019 г.
- 7 января 2020 года в Центре современного искусства Азербайджана «Yarat» Фарид Казаков представил Первый хореографический моноспектакль в Азербайджане «Энуэмент», поставленный на него российским режиссёром Луизой Air.
- В феврале 2020 г. Фарид Казаков открыл свой новый благотворительный проект «Детям Азербайджана», представив его в Центре реабилитации детей с синдромом Дауна при поддержке фонда Гейдара Алиева, а также в других организациях (школах, детских домах, домах инвалидов и т.д.)[9].
- 14 марта 2020 года в Москве прошёл ежегодный Фестиваль гимнастики и танца имени Фарида Казакова.